# Tesfaye Abera
Tesfaye Abera, född 31 maj 1992, är en etiopisk långdistanslöpare som tävlar i maraton.
Abera tävlade för Etiopien vid olympiska sommarspelen 2016 i Rio de Janeiro, där han inte fullföljde maratonloppet.